# Better Angels
Better Angels ist ein Jazzalbum von Peter Bernstein. Die am  1. April 2024 im Studio A der Power Station (New York City) entstandenen Aufnahmen erschienen am 11. Oktober 2024 auf Smoke Sessions Records.

## Hintergrund
Für das Album stellte der Jazzgitarrist Peter Bernstein ein Quartett zusammen, mit Brad Mehldau am Klavier, Vicente Archer am Bass und Al Foster am Schlagzeug. Gemeinsam spielten sie neben Eigenkompositionen des Bandleaders auch Titel von Duke Jordan („No Problem“) und Mel Tormé („Born to Be Blue“) sowie Standards wie „You Go to My Head“ und „Lament“ von J. J. Johnson. Die Beziehung zwischen Bernstein und Mehldau geht auf ihre Studienzeit an der New School zurück, als sie mit der Schlagzeuglegende Jimmy Cobb spielten.

## Titelliste
- Peter Bernstein: Better Angels (Smoke Sessions Records SSR-2406)[1]

1. Perpetual Pendulum 6:28
2. Ditty for Dewey 6:11
3. You Go to My Head (Haven Gillespie, J. Fred Coots) 6:17
4. Born to Be Blue (Mel Tormé, Robert Wells) 2:34
5. Better Angels 5:58
6. Hazel Eyes 6:08
7. No Problem (Duke Jordan) 5:53
8. Lament (J. J. Johnson) 3:47

Wenn nicht anders vermerkt, stammen die Kompositionen von Peter Bernstein.

## Rezeption

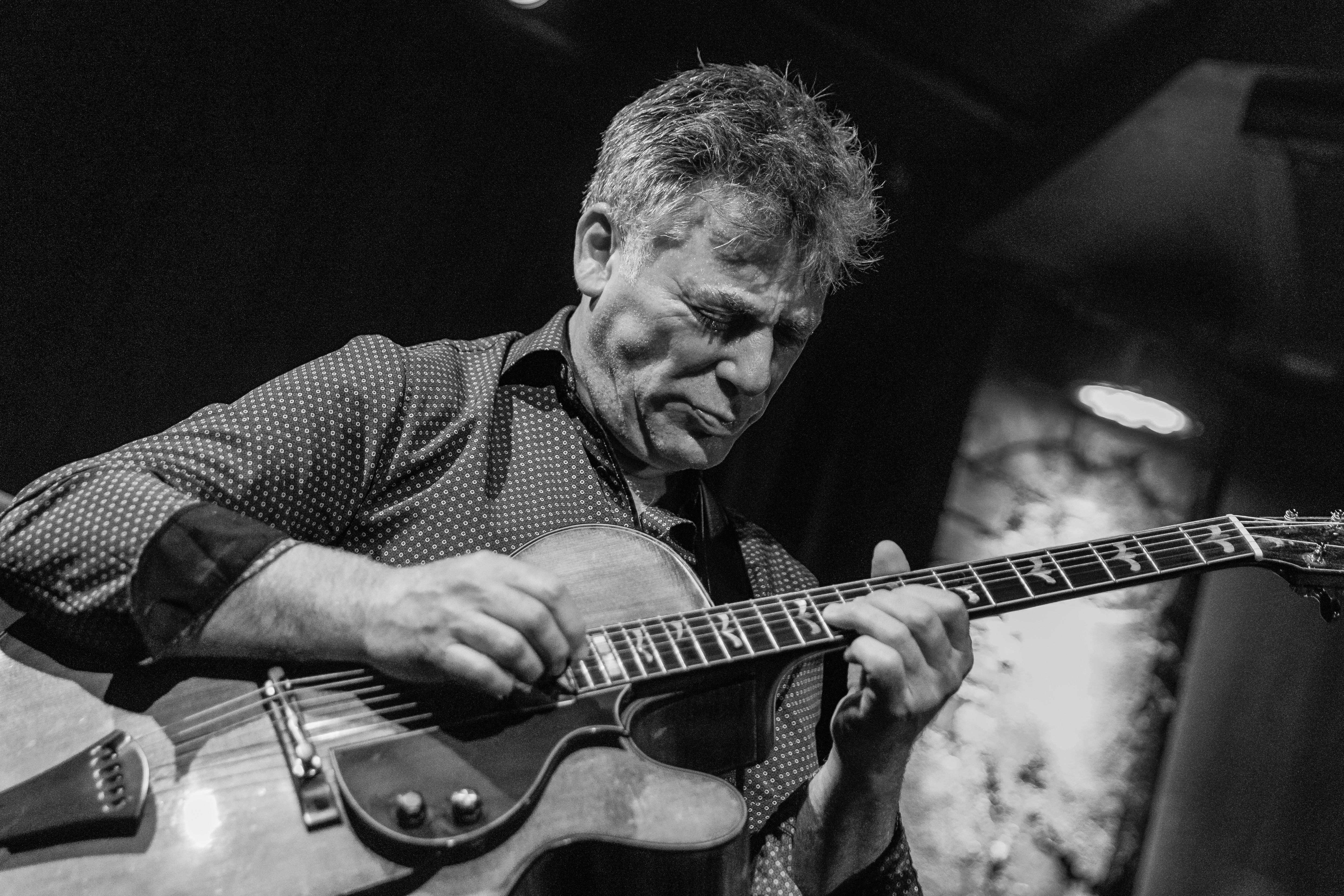
Peter Bernstein beim Oslo Jazzfestival 2023

Better Angels würde ein Programm bieten, das Bernsteins technische Finesse und sein tiefes musikalisches Feingefühl demonstriere, schrieb Ferell Aubre (The Jazz Word). Obwohl dies ihre erste aufgenommene Zusammenarbeit als Gruppe ist, sei die Vertrautheit der Musiker untereinander deutlich erkennbar und würde ein dynamisches Zusammenspiel erzeugen, das auf jedem Titel zu hören sei. Die Aufnahme fange die Synergie des Quartetts mit tadelloser Klarheit ein. Eine langjährige musikalische Kameradschaft würde sich in der mühelosen Kommunikation zwischen Bernsteins Gitarre und Mehldaus Klavier während des gesamten Albums manifestieren. Vicente Archer wiederum sei der harmonische Anker, der sich in die rhythmischen und melodischen Strukturen hinein- und wieder hinauswebe. Fosters Präsenz sei besonders ergreifend – seine jahrzehntelange Erfahrung, unter anderem mit Miles Davis, komme in einer Sensibilität und orchestralen Herangehensweise an die Trommeln zum Vorschein, die nur wenige erreichen könnten.
Dies sei ein Album voll herrlicher Jazzmusik, das die kompositorischen Fähigkeiten Peter Bernsteins ebenso in den Vordergrund stelle wie seine erstaunliche Gitarrentechnik und die Fähigkeiten seiner handverlesenen Musiker, von denen jeder für sich ein Star sei, lobte Jim Hynes (Making a Scene).